# Испанская живопись XVII века
Испанская живопись XVII века, Живопись испанского Золотого века, эпохи барокко — эпоха наивысшего расцвета испанского изобразительного искусства.

## Характерные черты
Исследователь испанского искусства Татьяна Каптерева отмечает следующие характерные черты живописи данного периода:
- преобладание остроты наблюдения натуры над художественным воображением
- концентрация внимания на человеке, с исключением других пластов восприятия реальности (это вело к слабому развитию пейзажа и своеобразному, внесюжетному развитию бытового жанра).

Изображение человека при этом ограничивалось, по большей части, религиозной тематикой, и единственным светским жанром, который поощрялся, был портрет.
Важным фактором формирования испанского искусства была идеология. В этот период в Испании действовало огромное количество монашеских орденов, имевших большую материальную и духовную власть. Именно они выступали основными заказчиками произведений искусства. Кроме того, в 1-й пол. XVII века было слабо развито ремесло фрески, и замещать её при украшении храмов приходилось станковой живописью.
Период становления испанской живописи — это конец XVI — 1-я четверть XVII века, когда активно развиваются местные школы (Севилья, Валенсия, проч.), а также на испанскую почву проникают и активно адаптируются приемы караваджизма.

## Живописные школы

### Школа Филиппа III
исп. La escuela de Felipe III — школа придворных живописцев, сложившаяся во время царствования Филиппа III.
- Бартоломе Гонсалес (Bartolomé González)
- Доминго Каррион (Domingo Carrión)
- Педро Антонио Видаль (Pedro Antonio Vidal)
- Родриго де Вильяндрандо (Rodrigo Villandrando)
- Фелипе де Лианьо (Felipe de Liaño)
- Херонимо де Кабрера (Jerónimo de Cabrera)
- Фелипе Дириксен (Felipe Diricksen)

### Кастильский тенебризм
исп. El tenebrismo castellano — течение караваджистского тенебризма, сложившееся в Кастилии.
- Хуан Фернандес Наваррете (Juan Fernández Navarrete)

### Эскориальский испанизм
исп. Hispanismo escurialense
- Бартоломе Кардучо (Bartolomé Carducho)
- Франсиско Лопес (Francisco López)
- Хуан де Сото (Juan de Soto)

### Мадридская школа 1-й пол. XVII века
- Висенсио Кардучо (Vicencio Carducho)
- Фелис Кастело (Feliz Castelo)
- Франсиско Фернандес (Francesco Fernández)
- Педро де Обрегон (Pedro de Obregón)
- Эухенио Каксес (Eugenio Caxes)
- Антонио Ланчарес (Antonio Lanchares)
- Диего Поло (Diego Polo)
- Педро Вальпуэста (Pedro Valpuesta)
- Луис Фернандес (Luis Fernández)
- Анхело Нарди[исп.] (Ángelo Nardi)
- Хуан Баутиста Майно (Juan Bautista Maino)
- Антонио Ариас Фернандес (Antonio Arias Fernández)
- Хуан Монтеро де Рохас (Juan Montero de Rojas)

### Валенсийская живопись
- Франсиско Рибальта (Francisco Ribalta)
- Хуан Рибальта (Juan Ribalta)
- Школа Рибальты
- Хосе де Рибера (José de Ribera)
- Херонимо Хасинто де Эспиноса
- Эстебан Марч (Esteban March)
- Мигель Марч (Miguel March)

### Живопись в Мурсии
- Матео Гиларте (Mateo Gilarte)
- Николас де Вильясис (Nicolás de Villacís)
- Хуан де Толедо (Juan de Toledo)

### Толедский тенебризм
исп. El tenebrismo toledano — течение караваджистского тенебризма, сложившееся в Толедо.
- Блас де Прадо (Blas de Prado)
- Луис Тристан (Luis Tristán)
- Антон Писарро (Antón Pizarro)
- Педро де Орренте (Pedro de Orrente)
- Пабло Понтонс (Pablo Pontons)
- Хуан Кончильос Фалько (Juan Conchillos Falcó)
- Кристобаль Гарсия Сальмерон (Cristóbal García Salmerón)

### Севильская школа
- Франсиско Пачеко (Francisco Pacheco)
- Алонсо Васкес (Alonso Vázquez)
- Антонио Моэдано (Antonio Mohedano)
- Хуан де Роэлас (Juan de Roelas)
- Хуан де Кастильо (Juan de Castillo)
- Пабло Леготе (Pablo Legote)
- Франсиско Эррера Старший (Francisco de Herrera el Viejo)
- Кристобаль Рамирес (Cristóbal Ramírez)

### Вальядолидская школа
- Педро Диас Минайя (Pedro Díaz Minaya)
- Бартоломе де Карденас (Bartolomé de Cárdenas)
- Франсиско Мартинес (Francisco Martínez)
- Сантьяго Моран (Santiago Morán)
- Диего Валентин Диас (Diego Valentín Diaz)
- Фелипе Хиль де Мена (Felipe Gil de Mena; 1603-1673)
- Фелипе и Мануэль Хиль де Мена (Felipe y Manuel Gil de Mena)
- Диего Диес Ферререс (Diego Díez Ferreres)
- Томас де Прадо (Tomás de Prado)
- Агустин Бара (Agustín Bará)
- Амаро Алонсо (Amaro Alonso)
- Симон Пети (Simón Peti)

### Арагонская живопись
- Педро Нуньес дель Валье (Pedro Núñez del Valle)
- Хусепе Мартинес (Jusepe Martínez)
- Фра Антонио Мартинес (fray Antonio Martínez)
- Франсиско Вера Кабеса де Вака (Francisco Vera Cabeza de Vaca)
- Бартоломе Висенте (Bartolomé Vicente)
- Висенте Вердусан (Vicente Verdusán)
- Франсиско Хименес (Francisco Jiménez)
- Хуан Гальван (Juan Galván)
- Франсиско де Артигас (Francisco de Artigas)

### Каталанская и балеарская школа
- Фра Хоакин Хункоса[исп.] (fray Joaquín Juncosa)
- Луис Паскуаль Гаудин (Luis Pascual Gaudín)
- Лос Коттос (Los Cottos)

### Бодегонес и флорерос
исп. Bodegones y floreros — мастера испанской живописи, писавшие натюрморты из повседневной жизни (бодегон) и букеты (флореро).
- Хуан Санчес Котан (Juan Sánchez Cotán)
- Фелипе Рамирес (Felipe Ramírez)
- Алехандро де Лоарте (Alejandro de Loarte)
- Хуан ван дер Хамен (Juan van der Hamen)
- Блас де Ледесма (Blas de Ledesma)
- Хуан де Арельяно (Juan de Arellano)
- Бартоломе Перес (Bartolomé Pérez)
- Педро Кампробин (Pedro Camprobín)

### Сурбаран и его школа
- Франсиско де Сурбаран (Francisco de Zurbarán)
- Хуан де Сурбаран (сын) (Juan de Zurbarán)
- Хосефа де Айяла (де Обидос) (Josefa de Ayala o de Óbidos)
- Франсиско и Мигель Поланко (Francisco y Miguel Polanco)
- Бернабе де Айяла (Bernabé de Ayala)

### Веласкес и мадридская школа
- Диего Веласкес (Diego Velázquez)
- Хуан Баутиста Мартинес дель Масо (Juan Bautista Martínez del Mazo)
- Хуан де Пареха (Juan de Pareja)
- Хосе Леонардо (Jusepe Leonardo, José Leonardo)
- Антонио де Пуга[исп.] (Antonio de Puga)
- Антонио де Переда (Antonio de Pereda)
- Алонсо дель Арко[исп.] (Alonso del Arco)
- Хосе Антолинес (José Antolínez)
- Фра Хуан Андрес Ризи де Гевара (fray Juan Andrés Rizi de Guevara)
- Хуан Антонио де Фриас-и-Эскаланте (Juan Antonio de Frías y Escalante)
- Франсиско Камило (Francisco Camilo)
- Франсиско Кольянтес (Francisco Collantes)
- Хуан де ла Корте (Juan de la Corte)
- Франсиско Риси (Francisco Rizi)
- Исидоро Арредондо (Isidoro Arredondo)
- Диего Гонсалес де Вега (Diego González de la Vega)
- Себастьян де Эррера Барнуэво (Sebastián de Herrera Barnuevo)
- Франсиско де Солис (Francisco de Solís)
- Франсиско де Эррера «эль Мосо» (Francisco de Herrera «el Mozo»)
- Матиас де Торрес (Matías de Torres)
- Хуан Карреньо де Миранда (Juan Carreño de Miranda)
- Матео Сересо (Mateo Cerezo)
- Хуан де Кабесалеро (Juan de Cabezalero)
- Хосе Хименес Доносо (José Jiménez Donoso)
- Франсиско Игнасио Руис де ла Иглесиа (Francisco Ignacio Ruiz de la Iglesia)
- Себастьян Муньос (Sebastián Muñoz)
- Антонио Паломино (Antonio Palomino)
- Клаудио Коэльо (Claudio Coello)

### Кордовская школа
- Хуан Луис Самбрано (Juan Luis Zambrano)
- Хосе де Сарабиа (José de Sarabia)
- Антонио дель Кастильо (Antonio del Castillo)
- Себастьян Мартинес (Sebastián Martínez)
- Фра Хуан де Гусман (fray Juan de Guzmán)
- Антонио Гарсия Рейносо (Antonio García Reynoso)
- Эстебан Вела Кото (Esteban Vela Coto)

### Гранадская школа
- Педро Раксис (Pedro Raxis)
- Хосе де Сиесар (José de Ciézar)
- Алонсо Кано (Alonso Cano)
- Бенито Родригес де Бланес (Benito Rodríguez de Blanes)
- Хосе де Кастильо (José de Castillo)
- Хуан Леандро де ла Фуэнте (Juan Leandro de la Fuente)
- Алонсо де Меса (Alonso de Mesa)
- Хуан де Севилья (Juan de Sevilla)
- Педро Атанасио де Боканегра (Pedro Atanasio de Bocanegra)
- Педро де Мойя (Pedro de Moya)
- Мигель Манрике (Miguel Manrique)
- Хосе Рисуэньо (José Risueño)

### Севильская школа
- Мурильо (Bartolomé Esteban Murillo)
- Себастьян Гомес, «мулат Мурильи» (Sebastián Gómez, el mulato de Murillo)
- Хуан Симон Гутьеррес (Juan Simón Gutiérrez)
- Менесес Осорио (Meneses Osorio)
- Андрес Перес (Andrés Pérez)
- Хуан Гарсон (Juan Garzón)
- Алонсо Мигель де Тобар (Alonso Miguel de Tobar)
- Хосе де Рубира (José de Rubira)
- Бернардо Херман Льоренте (Bernardo Germán Llorente)
- Эстебан Маркес (Esteban Márquez)
- Педро де Вильявисенсио (Pedro de Villavicencio)
- Игнасио де Ириарте (Ignacio de Iriarte)
- Матиас де Артеага-и-Альфаро (Matías de Arteaga y Alfaro)
- Франсиско Антолинес (Francisco Antolínez)
- Хуан де Вальдес Леаль (Juan de Valdés Leal)
- Лукас Вальдес (Lucas Valdés)